# AS Santé d’Abéché
Association Sportive Santé d’Abéché w skrócie AS Santé d’Abéché – czadyjski klub piłkarski z siedzibą w mieście Abéché, grający w pierwszej lidze czadyjskiej.

## Występy w afrykańskich pucharach
| Sezon     | Rozgrywki           | Runda | Kraj     | Klub                       | Dom | Wyjazd | Dwumecz |
| --------- | ------------------- | ----- | -------- | -------------------------- | --- | ------ | ------- |
| 2022/2023 | Puchar Konfederacji | 1     | Mozambik | Clube Ferroviário da Beira | 1–2 | 0–1    | 1–3     |

## Stadion
Domowe mecze klub rozgrywa na stadionie o nazwie Municipal de Abéché w Abéché, który może pomieścić 1500 widzów.